# 1181 هـ
1181 هـ هي سنة في التقويم الهجري امتدت مقابلةً في التقويم الميلادي بين سنتي 1767 و1768.

## أحداث
- تولى الإمام الشيخ عبد الرؤوف السجيني مشيخة الأزهر وقد استمرت ولايته لمدة عام واحد حيث توفي في عام 1182هـ.
- أصاب الناس في نجد قحط والغلاء المسمى سوقة، فهلك عدد كبير من الناس بسبب الجوع والوباء. فاضطر الكثير من السكان إلى النزوح إلى البصرة والزبير ثم إلى الإحساء، واستمر هذا الحال إلى نهاية سنة 1182 هـ[5]

## مواليد
- حسن الدمستاني.
- الإمام عبد الله بن سعود آخر إمام للدولة السعودية الأولى.
- محمد بديع المفتي

## وفيات
- الملوي
- عثمان بن سعدون

1. 1 2  مذكور في: تقويم القرون (ذات السلاسل، 1405هـ). الصفحة: 257. الناشر: ذات السلاسل. لغة العمل أو لغة الاسم: العربية. تاريخ النشر: 1984. المُؤَلِّف: صالح العجيري.
2. ↑  "صفحة تحويل السنوات بين العديد من التقويمات على موقع calendarhome.com". مؤرشف من الأصل في 2018-07-03.
3. ↑  "تحويل التاريخ الهجري، الهجري إلى الميلادي، مُحوِّل التاريخ الإسلامي / الباحث الإسلامي". الباحث الإسلامي. مؤرشف من الأصل في 2019-05-20. اطلع عليه بتاريخ 2022-03-17.
4. ↑  "صفحة تحويل السنوات بين التقويمات حسب تقويم أم القرى على موقع ummulqura.org.sa". مدينة الملك عبدالعزيز للعلوم والتقنية -  لجنة تقويم أم القرى. مؤرشف من الأصل في 03 يوليو 2018. اطلع عليه بتاريخ أغسطس 2020. {{استشهاد ويب}}: تحقق من التاريخ في: |تاريخ الوصول= (مساعدة)
5. ↑  تاريخ هجر. ج1. عبد الرحمن بن عثمان آل ملا. 1991. ص:43